# Jaroslav Koutenský
Jaroslav Koutenský (31. srpna 1937 Trnová – 2. června 2025 Plzeň) byl český lékař, děkan a vysokoškolský pedagog.

## Život
Absolvoval střední průmyslovou školu chemickou a poté nastoupil ke studiu na lékařskou fakultu Univerzity Karlovy v Plzni, promoval v roce 1965. Farmakologii se věnoval již jako student, po promoci jako vědecký pracovník a od roku 1979 jako odborný asistent. V roce 1990 se habilitoval na docenta farmakologie. Od roku 1994 do roku 2015 řídil Ústav farmakologie lékařské fakulty Univerzity Karlovy v Plzni. Roku 1995 bylo pracoviště přejmenováno na Ústav farmakologie a toxikologie. Mezi lety 1993 až 1994 zastával funkci proděkana pro vědu a výzkum, poté se stal předsedou Senátu lékařské fakulty Univerzity Karlovy v Plzni. V letech 2003 až 2009

zastával funkci děkana fakulty. Z této pozice rozhodl o výstavbě nových budov fakulty a podařilo se mu získat pro stavbu finanční prostředky. Mohla tak vzniknout budova teoretických ústavů UniMeC a vědecké centrum BioMeC. V rámci projektu Fond rozvoje VŠ byl iniciátorem modernizace výuky farmakologie na všech lékařských fakultách Univerzity Karlovy, byly tak zakoupeny počítače a počítačové programy simulující farmakokinetiku a farmakodynamiku léčiv. Od roku 1964 do roku 2020 působil na Ústavu farmakologie a toxikologie LF UK v Plzni, kde se věnoval pedagogické činnosti a recenzování odborných publikací. Je autorem více než 100 odborných prací z oboru farmakologie a toxikologie.

## Ocenění
- Čestná medaile České lékařské společnosti Jana Evangelisty Purkyně (2017)[7][8]